# Lechner János Ödön

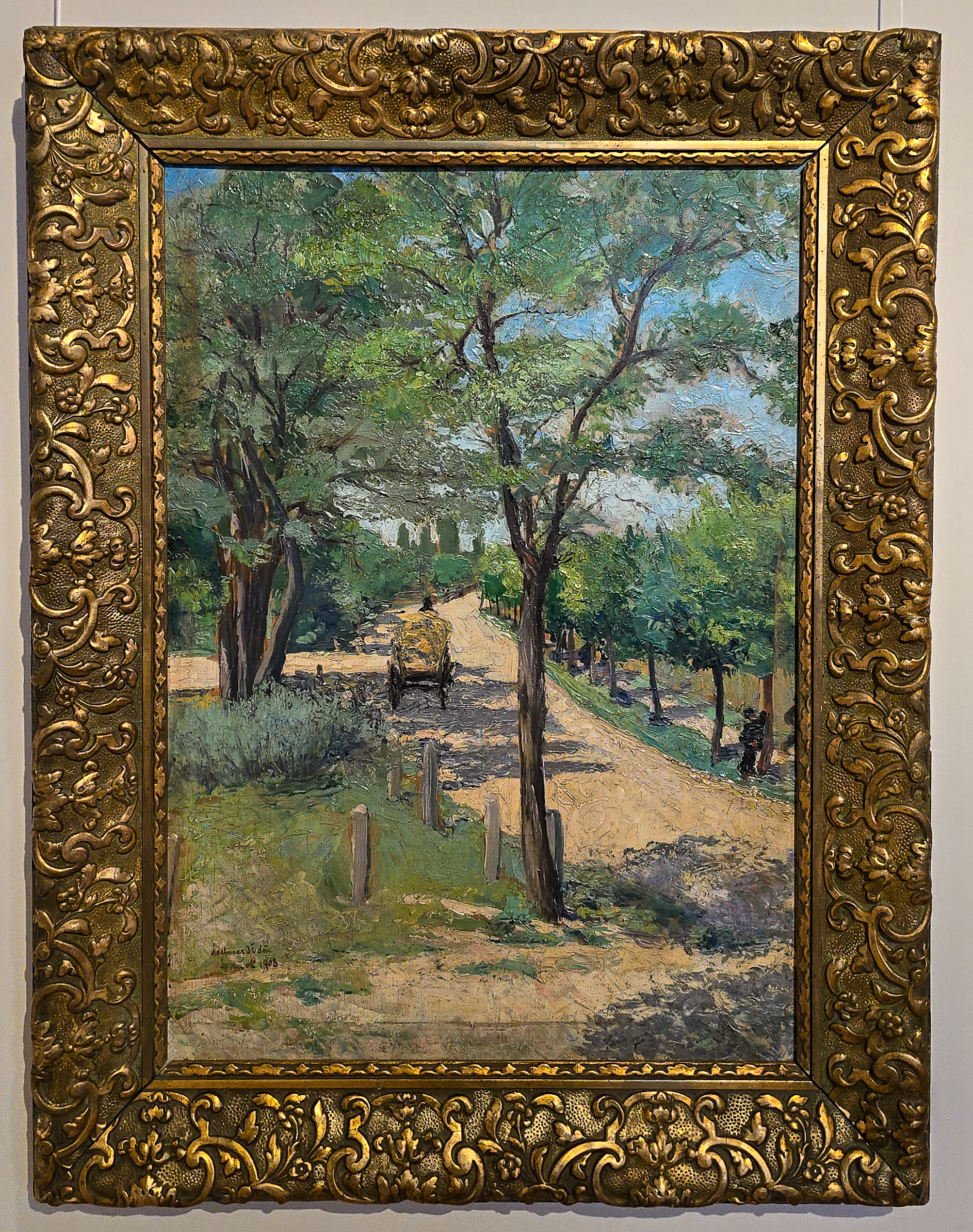
Festménye a Kecskeméti Katona József Múzeumban

Lechner János Ödön (Budapest, 1874. január 7. – Budapest, 1910. október 28.) festőművész. Id. Lechner Ödön építőművész fia. Lechner Gyula festőművésznek – apja bátyjának – unokaöccse.

## Élete
Régi délnémet eredetű pesti patrícius családban született. Apja, Lechner Ödön (1845–1914), építész, a magyar stílusú szecesszió úttörője, anyja, Primayer Mária Jozefa (1847–1874) volt. Néhány hetes volt, amikor édesanyja tüdővész következtében életét vesztette. Középiskolai tanulmányait a Fővárosi IV. kerületi (belvárosi) Főreáltanodában végezte (1883–1891). Az érettségit követően a Bonni Gazdasági Akadémiára ment.
Gyermekkorában egy Komlósy nevű festő tanította. Ebből az időből egy naiv, de friss és talentumra valló erdőtanulmányt láttunk Lechner Ödönnél. Az a határozott szándéka, hogy tisztán művészi munkára adja magát, a szokottnál kissé későbben jelentkezett, harmincegy éves korában. Viszont annál hevesebben s érett piktori intelligenciával. Közben gazdászként is dolgozott. Előbb Kisbéren, majd Metternich herceg uradalmán töltött gyakorlati éveket. Innen a Földművelésügyi Minisztériumba került fogalmazónak s rövid időre (1898 és 1901 között „fizetéstelen gyakornokként”) a Mezőgazdasági Múzeumba. Piktori vágyai és stúdiumai azonban elvitték ismét. A tanítója Fényes Adolf, mellette festett plein airt. Művészi fejlődésére erős hatással volt az az út, amelyet a orosz–japán háború előtt tett Egyiptomon át egész Japánig, majd apjával, Lechner Ödönnel együtt tett afrikai utazást, aztán Párizs, majd Róma következett, ahonnan Fényes Adolffal jött haza, telve az olasz impressziók friss és ösztönző erejével. A Műcsarnok és Nemzeti Szalon kiállításain állított ki. 1910. október 28-án halt meg Budapesten, a Schwartzer-féle szanatóriumban. Harminchét éves még nem volt, betegsége alig néhány hét alatt rombolta tönkre.